# 臺北市政府文化局
臺北市政府文化局（簡稱臺北市文化局），是臺北市政府所屬的一級機關，為中華民國第一個地方文化事務專門負責機關，於1999年11月6日成立。

## 組織架構

### 局本部
- 局長
- 副局長
- 主任秘書
- 專門委員

### 內部單位
- 文創發展科：文化政策、文化交流、文化行銷、文化創意產業、藝文補助與相關文化扶植及輔導等事項。
- 文化資產科：文化資產鑑定、修復與再利用計畫之審議、管理維護、行銷推廣、活化運用及文獻館業務行政督導等事項。
- 藝術發展科：表演藝術、電影、電視、視覺藝術等創作環境之整備、相關展演活動之統籌規劃、推廣計畫之擬定與執行、藝文行銷之整合與國樂團、交響樂團、美術館、中山堂管理所及藝文推廣處業務行政督導等事項。
- 文化資源科：文化館所、文化設施委外與經營管理、公共藝術推廣、審議與補助、文化設施發展基金與公共藝術基金運作及受保護樹木管理等事項。
- 文化建設科：文化設施之興建、設置、改建、修繕及文化資產修復等相關工程事項。
- 秘書室：文書、檔案、出納、總務、財產之管理與資訊、法制、研考等業務及不屬於其他各單位事項。
- 人事室：依法辦理人事管理事項。
- 會計室：依法辦理歲計、會計及統計事項。
- 政風室：依法辦理政風事項。

### 附屬機關
- 臺北市中山堂管理所
- 臺北市立美術館
- 臺北市立國樂團
- 臺北市立交響樂團
- 臺北市立文獻館
- 臺北市藝文推廣處
- 台北市文化基金會
  - 臺北國際藝術村
  - 寶藏巖國際藝術村
  - 臺北當代藝術館
  - 松山文化創意園區
  - 臺北偶戲館
  - 西門紅樓
  - 臺北市電影主題公園

## 所轄場館

### 自營館所
- 台北二二八紀念館
- 臺灣新文化運動紀念館
- 水源劇場
- 糖廍文化園區糖業文化展示館
- 北投溫泉博物館
- 剝皮寮歷史街區
- 臺北書畫院
- 士林官邸正館

### 委外館所
- 草山行館
- 臺北故事館
- 紫藤廬
- 林語堂故居
- 錢穆故居
- 李國鼎故居
- 臺北之家
- 臺北數位藝術中心
- 孫運璿科技人文紀念館
- 蔡瑞月舞蹈研究社
- 牯嶺街小劇場
- 紀州庵文學森林
- 臺北服飾文化館(西園29)
- 芝山文化生態綠園
- 永安藝文館
- 市長官邸藝文沙龍
- 撫臺街洋樓
- 齊東街日式宿舍

## 行政法人
- 臺北流行音樂中心
- 臺北表演藝術中心

## 歷任局長
| 任次 | 姓名   | 就任時間                       | 出身 |
| ---- | ------ | ------------------------------ | --- |
| 1    | 龍應台 | 1999年11月6日                  | 作家、首任文化部部長。 |
| 2    | 廖咸浩 | 2003年3月20日                  | 現任國立台灣大學外文系教授。 |
| 3    | 李永萍 | 2007年1月23日                  | 時任立法委員、時任臺北市副市長。                                                                                                 |
| 4    | 謝小韞 | 2010年3月1日                   | 前桃園縣政府文化局局長、前臺北市政府文化局副局長兼臺北市立美術館代理館長。                                                       |
| 5    | 鄭美華 | 2011年8月2日                   | 實踐大學助理教授。 |
| 6    | 劉維公 | 2012年2月1日                   | 現任東吳大學社會學系副教授。 |
| 7    | 倪重華 | 2014年12月25日－2016年1月31日  | 公共電視節目《角色顯影》企劃、真言社製作有限公司（滾石唱片子公司）創辦人、第25屆金曲獎評審團總召集人、華視《週末派》製作人之一。 |
| 8    | 謝佩霓 | 2016年2月1日－2016年10月24日   | 逢甲大學建築學系/室內及景觀設計學系助理教授、前高雄市立美術館館長                                                                |
| 9    | 鍾永豐 | 2016年10月25日－2018年12月24日 | 詩人、作詞人、音樂專輯製作人、佛羅里達州立大學社會學研究所碩士                                                                   |
| 10   | 蔡宗雄 | 2018年12月25日－2022年8月2日   | 前新北市立淡水古蹟博物館館長、前新北市立黃金博物館館長、前新北市政府文化局主任秘書、前臺北市商業處處長。                         |
| 代理 | 林育鴻 | 2022年8月2日－2022年9月1日     | 臺北市政府副秘書長兼代理局長。                                                                                                   |
| 11   | 李麗珠 | 2022年9月1日－2022年12月25日   | 前臺北市政府觀光傳播局副局長、前臺北市政府文化局副局長。                                                                         |
| 12   | 蔡詩萍 | 2022年12月25日－               | 作家、媒體工作者、輔仁大學中國文學系講師、世新大學新聞學系講師、台北之音台長。                                                   |

## 外部連結
- 臺北市政府文化局 （页面存档备份，存于）（中文）（英文）
- YouTube上的臺北市政府文化局頻道